# Daniel Frisius
Daniel Frisius († 25. Dezember 1588 in Lübeck) war ein deutscher Rechtswissenschaftler, Hochschullehrer und Ratssekretär der Hansestadt Lübeck.

## Leben
Daniel Frisius immatrikulierte sich im Mai 1573 ohne Herkunftsangabe an der Universität Rostock. Er war Magister und lehrte Philosophie an den Universitäten Leipzig und Straßburg. In Leipzig war er zeitweilig Dekan der philosophischen Fakultät. Ostern 1586 wurde er vom Lübecker Rat zum Ratssekretär der Stadt Lübeck bestellt, und zwar sogleich als erster Ratssekretär (Protonotar). Er verstarb nach kurzer Amtsdauer Weihnachten 1588 und wurde in der Katharinenkirche bestattet. Die Frau des Lübecker Bürgermeisters Johann Lüdinghusen bestellte ihm zur Beerdigung am 26. Dezember 1588 das Trauergeläut der Lübecker Marienkirche als Ratskirche.